# 雲の会
雲の会（くものかい）は、1950年（昭和25年）8月に、岸田国士の提唱する「文学立体化運動」を母胎に、日本の劇作家、文学者らが集まって結成された団体。文学、演劇、美術、音楽、映画で活躍する人たちの交流の中から、奥行きのある新たな現代演劇のスペクタクルを生み出すための試みの会として、主宰者の岸田国士をはじめ、内村直也、加藤道夫、木下順二、小林秀雄、神西清、千田是也、菅原卓、中村光夫、三島由紀夫、福田恆存などが実行委員となり発足された、フランスのNRF系作家の行き方に倣った運動でもあり、小山内薫と二代目市川左團次が結成した「自由劇場」以来の「無形劇場の運動」を志したものでもある。

## 沿革

### 結成の意図
文学（とりわけ小説）と演劇とを結びつけることにより、立体的な奥行きのある総合芸術を創り上げることを目指し、両者の交流によって、これまでの日本の私小説的マンネリズムの文壇に新風を入れる共に、劇壇には、単なる演技中心から、文学的な刺激による新生面を開拓することを企図した。
岸田国士の音頭の元に集まった若い劇作家らは、「実人生と一線を劃す劇的小宇宙の構築」「文学や各芸術ジャンルを後楯にしての政治から離れた演劇の自律性」「詩的要素の導入」「劇的文体の確立」「写実主義といった曖昧な用語を捨てて真実主義への探求」への演劇的志を持った。
実行委員でもあった三島由紀夫は、以下のように「雲の会」の意義を語った。

#### 会員名
- 芥川比呂志
- 阿部知二
- 伊賀山昌三
- 石川淳
- 市原豊太
- 井伏鱒二
- 臼井吉見
- 内村直也
- 梅田晴夫
- 大岡昇平
- 大木直太郎
- 岡鹿之助
- 加藤周一
- 加藤道夫
- 河上徹太郎
- 川口一郎
- 河盛好蔵
- 岸田国士
- 木下恵介
- 木下順二
- 倉橋健

- 小林秀雄
- 小山祐士
- 今日出海
- 坂口安吾
- 阪中正夫
- 佐藤敬
- 佐藤美子
- 清水崑
- 神西清
- 菅原卓
- 杉村春子
- 杉山誠
- 鈴木力衛
- 千田是也
- 高見澤潤子
- 高見順
- 武田泰淳
- 田中澄江
- 田中千禾夫
- 田村秋子
- 津村秀夫

- 戸板康二
- 永井龍男
- 長岡輝子
- 中島健蔵
- 中田耕治
- 中野好夫
- 中村真一郎
- 中村光夫
- 野上彰
- 原千代海
- 久板栄二郎
- 福田恆存
- 堀江史朗
- 前田純敬
- 三島由紀夫
- 宮崎嶺雄
- 三好達治
- 矢代静一
- 山本健吉
- 山本修二
- 吉田健一

以上63名の会員の人選は、岸田国士を中心になされ、事務局長は神西清が務めた。

### 活動経過
1950年（昭和25年）8月1日に有楽町のセントポールにて開催された第1回の打合せ会において、岸田国士により「文学立体化運動」が提唱され、岸田に共鳴する内村直也、加藤道夫、木下順二、小林秀雄、神西清、千田是也、菅原卓、中村光夫、三島由紀夫、福田恆存などが発起人・実行委員となった。事務所は台東区谷中初音町の岸田邸となり、その後、9月4日に実行委員会が開かれた。
第1回の会員の会合は、同年9月16日に三越劇場で開かれ、井伏鱒二、岸田国士、小林秀雄、永井竜男、中村光夫、三島由紀夫、三好達治ら、20人あまりの会員が集まり、俳優座講演『令嬢ジュリー』『白鳥姫』（ヨハン・アウグスト・ストリンドベリ原作、青山杉作演出）を観劇しての合評会となった。この翻訳劇には、実行委員の千田是也がジュアンの役で出演した。
第2回の会合は、10月の実験劇場の『ヘッダ・ガブレル』（ヘンリック・イプセン原作）となった。この10月と11月には、各雑誌で「雲の会」同人による座談会も開かれ、加藤道夫・武田泰淳・三島由紀夫・福田恆存による「新しき文学への道――文学の立体化」（文藝 10月号）、大岡昇平・中村光夫・三島由紀夫、福田恆存による「小説の秘密」（文學界 10月号）、岸田国士・木下順二・小林秀雄・中村光夫・三島由紀夫・福田恆存による「文学と演劇」（展望 11月号）などが掲載された。
12月には、三島由紀夫が書いた近代能楽『邯鄲』が、芥川比呂志の演出、團伊玖磨の音楽で文学座アトリエ公演された。これは芥川比呂志にとっての最初の日本の創作戯曲の演出となった。キャストやスタッフは無料で参加し、この『邯鄲』と併演の福田恆存の『堅塁奪取』は矢代静一が演出した。
この芥川比呂志と三島由紀夫の共演を機に、2人の対談「演劇と文学」が1951年（昭和26年）12月に実施され（雑誌掲載は翌年2月）、海外や日本の芝居、小説について語りながら、戯曲の文体などについて意見交換した。
対談「演劇と文学」の前の同年6月には、「雲の会」発行の雑誌『演劇』が創刊され、8月には、大岡昇平・神西清・中村光夫・三島由紀夫・福田恆存の座談会「劇壇に直言す――二重座談会」と、その他の出席者による座談会「『直言』に答う」が掲載された。
劇団内部の活動では、文学座においては前年の1949年（昭和24年）4月から設けられていた「演劇研究所」での芥川比呂志や加藤道夫の講義による俳優養成など、新劇の発展のための教育が行われた。
詩や戯曲を、小説よりも優位に置いていた岸田国士は、自身が銓衡委員をしていた芥川賞に、戯曲作品を加えることを提案していたが退けられてしまった。
そして、1953年（昭和28年）12月の加藤道夫の縊死自殺や、翌1954年（昭和29年）3月の岸田国士の急逝により、「雲の会」は自然消滅を迎える。

### 後日
1954年（昭和29年）9月、ロックフェラー財団のフェローシップで欧米を洋行していた福田恆存が1年ぶりに帰国し、シェイクスピアの戯曲翻訳に取り組み始める。文学座の幹事であった岩田豊雄の後押しもあり、1955年（昭和31年）5月、芥川比呂志の主演で『ハムレット』を上演。日本の演劇史、シェイクスピア受容史の転換点となる。
1956年（昭和31年）3月、両人がいた文学座に三島由紀夫が入り、芥川、福田と共に演劇界を牽引して行く。同年4月、福田は三島に入座を勧めた身でありながら、女優・杉村春子との対立の結果、文学座を退団する。しかしながら、その後も福田訳・演出での『マクベス』、『ジュリアス・シーザー』の公演が行われるなど、文学座と福田の関係は断絶にまでは至っていない。
1958年（昭和33年）12月、福田は新潮社が発行する『芸術新潮』に連載した演劇時評を編纂する中で、明治以来、西洋演劇を範として来た日本の新劇に対し、その本質に基づく事の意義を説いている。また、「今日の劇壇には、演劇について自由に語る習慣さへない。」と指摘して、劇評家には風通しの改善の必要を求め、演劇の創造に参加する鑑賞者、観客への期待を述べている。

福田は「シェイクスピアは正統的なせりふ劇としてあくまで『文學的』であり、『寫實的』である。すなはち、リアリズム演劇の始祖であり、源流である。」と解説を行っている。舞台芸術として最高度の文学性と演劇性を両立した「シェイクスピアに還れ」と述べ、せりふとしての劇言語に基づいた演劇=言語芸術の確立を改めて提唱した。雲の会の意志継承を目指した福田は次代の新劇運動を担う事となる。
1963年（昭和38年）1月、文学座の中堅・若手俳優など総勢29人が杉村体制への反旗から退団する。芥川以下の全員が福田と合流し「劇団雲」を結成した。同年5月、財団法人・現代演劇協会（理事長：福田恆存、常任理事：芥川比呂志、理事：小林秀雄・大岡昇平・中村光夫・吉田健一・武田泰淳）の附属劇団となる。
同年5月、岸田、岩田と共に文学座三幹事を務めた久保田万太郎が逝去。
同年12月には、三島も喜びの琴事件を機に杉村と対立し、文学座を退団して「劇団NLT」を結成した。岸田、久保田の亡き後、文学座三幹事の最後の一人となっていた岩田は要請に応え顧問に就任する。NLTとはラテン語で「新文学座」を表すNeo Litterature Theatreの頭文字を取ったものであり、岩田が名付け親となった。
1969年（昭和44年）12月、文学座のみならず劇団雲、劇団NLTの面々からも信頼を寄せられた岩田豊雄が逝去。1970年（昭和45年）11月、三島由紀夫が逝去。
1975年（昭和50年）7月、芥川は現代演劇協会に退会届を提出し、「演劇集団 円」を結成した。1976年（昭和51年）1月、福田は協会附属の「劇団雲」と「劇団欅」を統合し、「劇団昴」を結成した。1981年（昭和56年）10月、芥川比呂志が逝去。
1994年（平成6年）11月、福田恆存が逝去。1997年（平成9年）4月、杉村春子が逝去。1997年（平成9年）10月、新国立劇場が開場。
2005年（平成17年）4月、新国立劇場が演劇研修所を開所。

## 発行雑誌・本
- 演劇雑誌『演劇』
  - 白水社により1951年（昭和26年）6月に創刊。編集長は椎野英之。加藤道夫、戸板康二、中村光夫、福田恆存が編集に携わり、演劇評論が寄稿された[1][18]。
- 単行本『演劇講座』全5巻
  - 河出書房より刊行。担当は古山高麗雄[1]。